# Ramones
Ramones va ser una influent banda de punk rock, formada a Forest Hills, un districte de Queens, Nova York, al març de 1974. Aquesta banda va ser la que va liderar el moviment punk a Nova York, fins al punt que moltes vegades se la considera la fundadora musical del punk.

## Membres
Els membres originals de la banda van adoptar el cognom Ramone, tot i que no hi havia germans entre ells:
- Joey Ramone (* 19 de maig de 1951 - † 15 d'abril de 2001) (el seu nom real era Jeffry Hyman) (veu principal)
- Johnny Ramone (* 8 d'octubre de 1948 - † 15 de setembre de 2004) (el seu nom real era John Cummings) (guitarra)
- Dee Dee Ramone (* 18 de setembre de 1952 - † 5 de juny de 2002) (el seu nom real era Douglas Glen Colvin) (baix) (1974-1989)
- Tommy Ramone (* 29 de gener de 1949 - † 12 de juliol de 2014) (el seu nom real era Thomas Erdelyi) (bateria) (1974-1978)

Els membres que es van incorporar més endavant a la banda també adoptaren el cognom Ramone:
- Marky Ramone (* 15 de juliol de 1956) (el seu nom real era Marc Bell) (bateria)
- Richie Ramone (* 11 d'agost de 1957) (el seu nom real era Richard Reindhart) (bateria)
- CJ Ramone (* 8 d'octubre de 1965) (el seu nom real era Christopher Joseph Ward) (baix)
- Elvis Ramone (* 24 de novembre de 1955) (el seu nom real era Clem Burke, de la banda novaiorquesa Blondie. Tan sols va participar en dos concerts de la banda com a interí) (bateria)

Un membre anterior, Ritchie, va deixar la banda abans del primer disc, de manera que no té a veure amb el Richie Ramone esmentat anteriorment. El text «Here lies Ritchie Ramone» (Aquí roman el cos de Ritchie Ramone) surt en una tomba de la portada de 'Rocket to Russia'.
Colvin (Dee Dee Ramone) va suggerir el nom, inspirat en el fet que Paul McCartney tingués el pseudònim de Paul Ramon per a evitar molèsties en registrar-se als hotels.
Ramones van ser pioners en el so repetitiu que evitava l'excel·lent musicalitat dels solos de guitarra de les bandes dels 70. Consistia bàsicament en un so cru, ràpid i directe amb influències directes en els grups dels 50.

## Influència
Ramones ha tingut una gran influència, principalment en els músics d'avui en dia, però també en camps com la ciència, el 1997 quatre espècies de trilobit són batejades com els membres de la banda: Mackenziurus johnnyi, Mackenziurus joeyi, Mackenziurus deedeei, i Mackenziurus ceejayi.
Tot i que determinar els orígens del punk rock és motiu de polèmica, Ramones van contribuir enormement a popularitzar l'estil de música. Diferents grups es van formar després d'escoltar Ramones per primera vegada, tocar els seus instruments i crear les seves cançons, inspirant a moltes bandes el punk anglès: The Buzzcocks, The Damned, The Clash, Sex Pistols i altres.

## Altres referències, influències i homenatges
- Slash, exGuns N' Roses, va dir que aprengué a tocar la guitarra amb Road to Ruin.
- Frank Black de The Pixies té una cançó al seu primer àlbum en solitari anomenada I Heard Ramona Sing, com a homenatge a la banda.
- Lemmy Kilmister, vocalista de Motörhead, escrigué una cançó anomenada R.A.M.O.N.E.S..
- The Human League i la seva cançó The Things That Dreams are Made Of (del seu àlbum Dare) inclou "Johnny, Joey, Dee Dee" en la seua lletra.
- Quan Joey va morir, The Misfits esborraren el contingut de la seva pàgina web i posaren una foto de Joey.
- L'endemà, Bono de U2 donà un discurs sobre Joey i Ramones. La banda, que estava de gira, dedicà 'In A Little While' a Joey Ramone el temps que durà la gira, després d'assabentar-se de què eixa era la cançó que escoltà al seu llit de mort. A més, és possible veure en nombrosos concerts a Larry Mullen Jr. portant samarretes de Ramones.
- Jello Biafra té una pista dedicada a Joey Ramone en un dels seus discos parlats.
- William Shatner esmenta a Joey Ramone en una cançó.
- Els fans de Ramones intenten tindre l'aspecte dels seus ídols, l'uniforme consisteix en una caçadora de cuir, pantalons vaquers esgarrats, i sabatilles d'estil Converse.
- La banda sueca Roxette inclou un titella alt i prim amb el pèl llarg negre, caçadora Perfecto i unes ulleres de sol roges en un dels seus videoclips. Al final del vídeo es desvela el nom del titella "Joey".
- El carrer de darrere del CBGB s'anomenà Joey Ramone's Place després de la seva mort.
- Ramones li cantaren el Happy Birthday al Sr. Burns en Els Simpsons.
- Bandes argentines com Attaque 77, Flema, 2 Minutos, Cadena perpetua, Infierno 18, Wdk y Expulsados, es veuen molt influenciades en els seus sons, i tenen versions editades d'ells.
- La banda alemanya Die Toten Hosen porta fetes diverses versions d'ells en recitals i es veuen molt influenciades als seus sons i públics, de la mateixa forma que els grups espanyols Ska-P, La Polla Records, Porretas o El Último Ke Zierre.
- Eddie Vedder reconeix a Johnny Ramone com un dels seus millors amics, i Pearl Jam, d'un temps ençà, a les seues gires toquen temes (especialment 'I believe in Miracles') en el seu honor.
- Al videojoc de Rockstar basat en la novel·la i pel·lícula de culte anomenada The Warriors; apareixen els noms dels integrants de la banda "ROGUES" i a part de Luther podem trobar a la seva alineació a Dee Dee, Tommy, Johnny i Joey.
- El video de plastilina "Touring" fou creat per Jaume Rosselló Cándido (ex-director de l'IES Mossèn Alcover de Manacor (Mallorca)), Miquel Pou and DC. Moreni(DC & Pow Entertainment) a Felanitx, Mallorca. Here introduced by Marky and Johnny. Link a YouTube : http://www.youtube.com/watch?v=lTcY8YPCl0M

## Morts
- Joey Ramone va morir de limfoma el 15 d'abril de 2001 en Nova York. Mentre estava escoltant la cançó "In A Little While" de U2. En Juny de 2001, en un concert en Boston, Bono va dir que la cançó tractava sobre una ressaca, però Joey la convertí en una cançó gospel.[2]
- Dee Dee Ramone aparegué mort en sa casa de Hollywood el 5 de juny de 2002, per una sobredosis.
- Johnny Ramone va morir d'un càncer de pròstata el 15 de setembre de 2004, a Los Angeles.

## Discografia

### Àlbums d'estudi
| • Ramones (1976) |
| --- |
| (Sire Records) 1. Blitzkrieg Bop 2. Beat on the Brat 3. Judy Is a Punk 4. I Wanna Be Your Boyfriend 5. Chain Saw 6. Now I Wanna Sniff Some Glue 7. I Don't Wanna Go Down to the Basement 8. Loudmouth 9. Havana Affair 10. Listen to My Heart 11. 53rd & 3rd 12. Let's Dance 13. I Don't Wanna Walk Around With You 14. Today Your Love, Tomorrow the World |

| • Leave Home (1977) |
| --- |
| (Sire Records) 1. Glad to See You Go 2. Gimme Gimme Shock Treatment 3. I Remember You 4. Oh Oh I Love Her So 5. Sheena Is a Punk Rocker 6. Suzy Is a Headbanger 7. Pinhead 8. Now I Wanna Be a Good Boy 9. Swallow My Pride 10. What's Your Game 11. California Sun 12. Commando 13. You're Gonna Kill That Girl 14. You Should Have Never Opened That Door |

| • Rocket to Russia (1977) |
| --- |
| (Sire Records) 1. Cretin Hop 2. Rockaway Beach 3. Here Today, Gone Tomorrow 4. Locket Love 5. I Don't Care 6. Sheena Is a Punk Rocker 7. We're a Happy Family 8. Teenage Lobotomy 9. Do You Wanna Dance? 10. I Wanna Be Well 11. I Can't Give You Anything 12. Ramona 13. Surfin' Bird 14. Why Is It Always This Way? |

| • Road to Ruin (1978) |
| --- |
| (Sire Records) 1. I Just Want to Have Something to Do 2. I Wanted Everything 3. Don't Come Close 4. I Don't Want You 5. Needles and Pins 6. I'm Against It 7. I Wanna Be Sedated 8. Go Mental 9. Questioningly 10. She's the One 11. Bad Brain 12. It's a Long Way Back |

| • End Of The Century (1979) |
| --- |
| (Sire Records) 1. Do You Remember Rock 'n' Roll Radio? 2. I'm Affected 3. Danny Says 4. Chinese Rock 5. The Return of Jackie and Judy 6. Let's Go 7. Baby, I Love You 8. I Can't Make It on Time 9. This Ain't Havana 10. Rock 'n' Roll High School 11. All the Way 12. High Risk Insurance |

| • Pleasant Dreams (1981) |
| --- |
| (Sire Records) 1. We Want the Airwaves 2. All's Quiet on the Eastern Front 3. The KKK Took My Baby Away 4. Don't Go 5. You Sound Like You're Sick 6. It's Not My Place (In the 9 to 5 World) 7. She's a Sensation 8. 7-11 9. You Didn't Mean Anything to Me 10. Come On Now 11. This Business Is Killing Me 12. Sitting in My Room |

| • Subterranean Jungle (1983) |
| --- |
| (Sire Records) 1. Little Bit O' Soul 2. I Need Your Love 3. Outsider 4. What'd Ya Do? 5. Highest Trails Above 6. Somebody Like Me 7. Psycho Therapy 8. Time Has Come Today 9. My-My Kind of a Girl 10. In the Park 11. Time Bomb 12. Everytime I Eat Vegetables It Makes Me Think of You |

| • Too Tough to Die (1984) |
| --- |
| (Sire Records) 1. Mama's Boy 2. I'm Not Afraid of Life 3. Too Tough to Die 4. Durango 95 (Instrumental) 5. Wart Hog 6. Danger Zone 7. Chasing the Night 8. Howling at the Moon (Sha-La-La) 9. Daytime Dilemma (Dangers of Love) 10. Planet Earth 1988 11. Humankind 12. Endless Vacation 13. No Go |

| • Animal Boy (1986) |
| --- |
| (Sire Records) 1. Somebody Put Something in My Drink 2. Animal Boy 3. Love Kills 4. Apeman Hop 5. She Belongs to Me 6. Crummy Stuff 7. My Brain Is Hanging Upside Down (Bonzo Goes to Bitburg) 8. Mental Hell 9. Eat That Rat 10. Freak of Nature 11. Hair of the Dog 12. Something to Believe In |

| • Halfway to Sanity (1987) |
| --- |
| (Sire Records) 1. I Wanna Live 2. Bop 'Til You Drop 3. Garden of Serenity 4. Weasel Face 5. Go Lil' Camaro Go 6. I Know Better Now 7. Death of Me 8. I Lost My Mind 9. A Real Cool Time 10. I'm Not Jesus 11. Bye Bye Baby 12. Worm Man |

| • Brain Drain (1989) |
| --- |
| (Sire Records) 1. I Believe in Miracles 2. Zero Zero UFO 3. Don't Bust My Chops 4. Punishment Fits the Crime 5. All Screwed Up 6. Palisades Park 7. Pet Sematary 8. Learn to Listen 9. Can't Get You Outta My Mind 10. Ignorance Is Bliss 11. Come Back, Baby 12. Merry Christmas (I Don't Want to Fight Tonight) |

| • Mondo Bizarro (1992) |
| --- |
| (Radioactive Records) 1. Censorshit 2. The Job That Ate My Brain 3. Poison Heart 4. Anxiety 5. Strength to Endure 6. It's Gonna Be Alright 7. Take It as It Comes 8. Main Man 9. Tomorrow She Goes Away 10. I Won't Let It Happen 11. Cabbies on Crack 12. Heidi Is a Headcase 13. Touring |

| • Acid Eaters (1993) |
| --- |
| (Radioactive Records) 1. Journey to the Center of the Mind 2. Substitute 3. Out of Time 4. The Shape of Things to Come 5. Somebody to Love 6. When I Was Young 7. 7 and 7 Is 8. My Back Pages 9. Can't Seem to Make You Mine 10. Have You Ever Seen the Rain? 11. I Can't Control Myself 12. Surf City |

| • ¡Adios Amigos! (1995) |
| --- |
| (Radioactive Records) 1. I Don't Want to Grow Up 2. Makin Monsters for My Friends 3. It's Not for Me to Know 4. The Crusher 5. Life's a Gas 6. Take the Pain Away 7. I Love You 8. Cretin Family 9. Have a Nice Day 10. Scattergun 11. Got a Lot to Say 12. She Talks to Rainbows 13. Born to Die in Berlin |

### Singles
- Blitzkrieg Bop, 1975
- 53rd & 3rd, 1976
- Judy Is A Punk, 1976
- Beat On The Brat, 1976
- Sheena is a Punk Rocker, 1977
- Rockaway Beach, 1977
- I Wanna Be Sedated, 1978
- I'm Against It, 1978
- Don't Come Close, 1979
- Needles And Pins, 1979
- Rock & Roll High School, 1979
- Baby, I Love You, 1980
- I'm Affected, 1980
- Danny Says, 1980
- Chinese Rock, 1980
- We Want The Airwaves, 1981
- The KKK Took My Baby Away, 1981
- She's A Sensation, 1981
- It's Not My Place (In The 9 To 5 World), 1982
- Time Has Come Today, 1983
- Psycho Therapy, 1983
- Howling At The Moon, 1984
- Bonzo Goes To Bitburg, 1986
- Something To Believe In, 1986
- Bop 'Til You Drop, 1987
- I Wanna Live, 1988
- Pet Cemetery, 1989
- I Believe In Miracles, 1989
- Can't Get You (Outta My Mind), 1989
- Merry Christmas (I Don't Want To Fight Tonight), 1990
- Poison Heart, 1992
- Strength To Endure, 1992
- Substitute, 1994
- I Don't Want To Grow Up, 1995
- Spider-Man, 1996

### Recopilatoris
- Ramones Mania, 1988
- All The Stuff Volume 1, 1990
- All The Stuff Volume 2, 1990
- Ramones Mania 2, 1995
- Hey Ho! Let's Go: The Anthology (The Best Of 1975-1996), 1999
- Loud, Fast Ramones: Their Toughest Hits (The Best Of 1975-1996), 2002
- We're A Happy Family, 2003 tribute álbum

### En directe
- It's Alive, 1979 (enregistrat a Londres el 31 de desembre de 1977)
- Loco Live, 1991 (enregistrat a Barcelona en març de 1991)
- Loco Live, 1992 (Edició nord-americana, inclou altres temes en directe, com 'Carbona Not Glue')
- Greatest Hits Live, 1996 (enregistrat a Nova York el 29 de febrer d'aquest mateix any)
- We're Outta Here, 1997 (enregistrat durant l'últim concert de la banda, a Los Angeles el 6 d'agost de 1996)
- NYC 1978 2003 (enregistrat a Nova York el 7 de gener de 1978)